# ربودن (فیلم)
ربودن (دانمارکی: Kapringen) فیلمی دانمارکی در ژانر مهیج، محصول سال ۲۰۱۲ کشور دانمارک است. این فیلم در مورد ربوده شدن یک کشتی دانمارکی توسط دزدان دریایی سومالی و ماجرای مذاکره برای آزادی کشتی و خدمه آن است.

## پیوند
- شناسنامه فیلم